# La viuda blanca y negra
La Viuda Blanca y Negra es una novela psicológica de Ramón Gómez de la Serna publicada en 1917 o 1921.

## Sinopsis
La trama tiene lugar en el Madrid contemporáneo a la publicación de la obra en un medio burgués y refinado.
Rodrigo, hedonista y cínico, se fija, con ocasión de una misa, en Cristina, una de las viudas que se está confesando en la iglesia.
Fascinado por la misteriosa apariencia de la dama, Rodrigo la corteja brevemente, y rápidamente se convierten en amantes. Cristina dispone de un gran apartamento donde Rodrigo la visita todas las tardes.
Cristina, traumatizada por su pasado matrimonio, aparece como una criatura misteriosa, portadora de vagos arcanos. Estos, y particularmente la sospecha de que no es verdaderamente viuda, crean un ambiente de aprensión y fobia, que toman en Rodrigo ambiguos caracteres patológicos.
En los siguientes capítulos, el autor, explora las aprensiones de Rodrigo con énfasis. Rodrigo se siente culpable por ser potencialmente infiel al hipotético marido de Cristina. Se siente inseguro al temer su venganza. Eventos inexplicables en la conducta de Cristina le turban, creando un vago desasosiego, que sin embargo no puede contrarrestar su predilección por la dama, que ejerce sobre él una gran atracción.
Finalmente, el arcano es desvelado. Cristina recibe la esquela mortuoria en la que se le comunica el fallecimiento de su marido. El final del subrepticio entuerto, así como la propia repugnancia por el engaño, hacen que la pareja se separe.

## Contenido y Estructura
En la novela, la característica principal de Cristina son sus rasgos dicotómicos y contradictorios. Este punto recibe un gran hincapié. El propio título de la narración, blanca y negra, aludiendo a la ropa de la viuda y a su palidez, es muestra de ello. Haciendo énfasis en la contradicción, el personaje femenino aparece retratado como una víctima-verdugo, una mujer pura y carnal, inalcanzable y yacente, amante y lejana. El autor utiliza tales contradictorios para desequilibrar a Rodrigo, cuyas tribulaciones son el principal contenido de la obra.
La prosa es refinada y elegante, algo totalmente acorde con la temática que se trata. La novela tiene tan solo dos personajes. Transcurre principalmente en interiores, dotados de espejos, cortinajes, etc. lo que acentúa el ambiente de introversión, tenue erotismo y ligera angustia, tan adecuada para la aprensiva naturaleza de Rodrigo. 
Los dos capítulos iniciales contienen el inicio de la relación entre los amantes, así como dos últimos contienen su final. El resto de la obra esta dedicado al análisis psicológico de Rodrigo al enfrentarse con los pequeños eventos que surgen durante la obra y que forman la base de cada capítulo.

## Contexto personal
El autor había iniciado en 1913 una relación con la también viuda Carmen de Burgos. Según aparece en la  página del autor, este realizaba también periódicas visitas vespertinas a su propia amiga. Por ello, ciertas partes de la novela pueden tener caracteres autobiográficos.